# Macromitrium wattsii
Macromitrium wattsii är en bladmossart som beskrevs av Brotherus 1898. Macromitrium wattsii ingår i släktet Macromitrium och familjen Orthotrichaceae. Inga underarter finns listade i Catalogue of Life.